# Nukak
Die Nukak sind ein indigenes Volk im kolumbianischen Teil des Amazonasbeckens zwischen den Flüssen Guaviare und Inírida. Sie gehören zu einer der sechs Gruppen, die zusammen das indigene Volk der Maku bilden und wurden erst 1988 entdeckt.

## Lebensweise

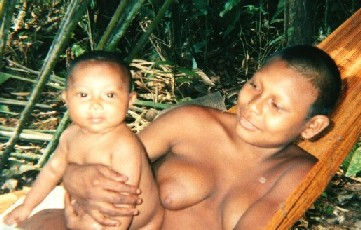
Mutter mit Kind in Hängematte

Die Lebensweise der Nukak entspricht derjenigen der Jäger und Sammler. Sie leben als Nomaden in kleinen Familienverbänden mit neun bis dreißig Mitgliedern und ziehen den tiefen Regenwald dem Fluss vor. Sie wechseln in ihrem Leben rund 60 Mal ihren Wohnort innerhalb des Dschungels. Sie kennen nur wenig Privateigentum und teilen ihren Besitz und ihr Wissen mit anderen, auch mit Fremden. Ihre Organisationsform ist weitgehend demokratisch, das heißt, jede Stimme zählt. Die Maku ernähren sich von Fisch, Wild, Schildkröten, Früchten, Gemüse, Nüssen, Insekten und Honig. Für die Jagd verwenden sie Blasrohre.

## Gefährdung

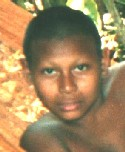
Nukakfrau

Seit Kokapflanzer auf ihr Gebiet vordrangen, schrumpfte ihre Zahl von damals rund 1200 auf wenig mehr als 500 Nukak. Viele wurden durch Atemwegserkrankungen und Virusgrippen dahingerafft. Von den Kokabauern werden sie als billige Arbeitskräfte missbraucht oder, wo sie neuen Plantagen im Wege stehen, durch die in engem Kontakt zu den Kokabauern stehende Guerilla gewaltsam vertrieben. Viele Nukak haben Zuflucht in den Außenbezirken der Stadt San José del Guaviare gesucht. Die bewaffneten Auseinandersetzungen zwischen Armee, Paramilitärs und Guerilla in ihrem Gebiet machen eine Rückkehr sehr schwierig und gefährlich. Der natürliche Lebensraum der Nukak ist aber nicht nur durch die Kokabauern gefährdet: Pläne für den großflächigen Anbau von Ölpalmen zur Biodieselproduktion und die zu erwartende Ausbeutung riesiger Erdölvorkommen und von Uran in ihrem Gebiet lassen weit Schlimmeres befürchten.
Im Dezember 2010 richtete ein Führer der Nukak einen verzweifelten Appell an das oberste Menschenrechtskomitee Kolumbiens für das Überleben seines Volkes und die Rückkehr in ihr angestammtes Gebiet. Seit ihrer Vertreibung kämpfen die Nukak an Stadtrandgebieten mit der Anpassung an einen sesshaften Lebensstil und sind auf Zuwendungen der Regierung angewiesen.